# Mauzac (Haute-Garonne)

## Geographie
Mauzac liegt etwa zehn Kilometer südsüdwestlich von Muret an der Garonne. Umgeben wird Mauzac von den Nachbargemeinden Le Fauga im Norden, Beaumont-sur-Lèze im Nordosten und Osten, Montaut und Noé im Süden sowie Lavernose-Lacasse im Westen. 
Durch die Gemeinde führt die Autoroute A64.
Mauzac ist eine französische Gemeinde mit 1.343 Einwohnern (Stand 1. Januar 2022) im Département Haute-Garonne in der Region Okzitanien (vor 2016 Midi-Pyrénées). Sie gehört zum Arrondissement Muret und zum Kanton Auterive. Die Einwohner werden Mauzacais genannt.

## Geschichte

### Internierungslager und Raumfahrtzentrum
Das nach der Nachbargemeinde Noé benannte Internierungslager Camp de Noé existierte auf einem Gelände, das sich über Teile der Gemarkungen von Noé, Mauzac und Le Fauga erstreckte. Im Falle von Mauzac handelte es sich dabei um Flächen auf der dem Ort gegenüberliegenden Garonne-Seite. Ob Mauzacs Geschichte über die Landabtretung hinaus stärker mit der Geschichte des Lagers verbunden war, ist aus den Quellen nicht zu rekonstruieren.
Ebenfalls auf der Mauzac gegenüberliegenden Flussseite besteht ein großes Zentrum im Dienste der französischen Luft- und Raumfahrtforschung, das Office National d' Etudes et de Recherches Aérospatiales (ONERA). Obwohl dessen offizielle Postadresse „31410 Mauzac“ lautet, ist auf den Webseiten der Einrichtung stets vom „Centre ONERA du Fauga-Mauzac“ (Punkt C auf der Karte) die Rede.

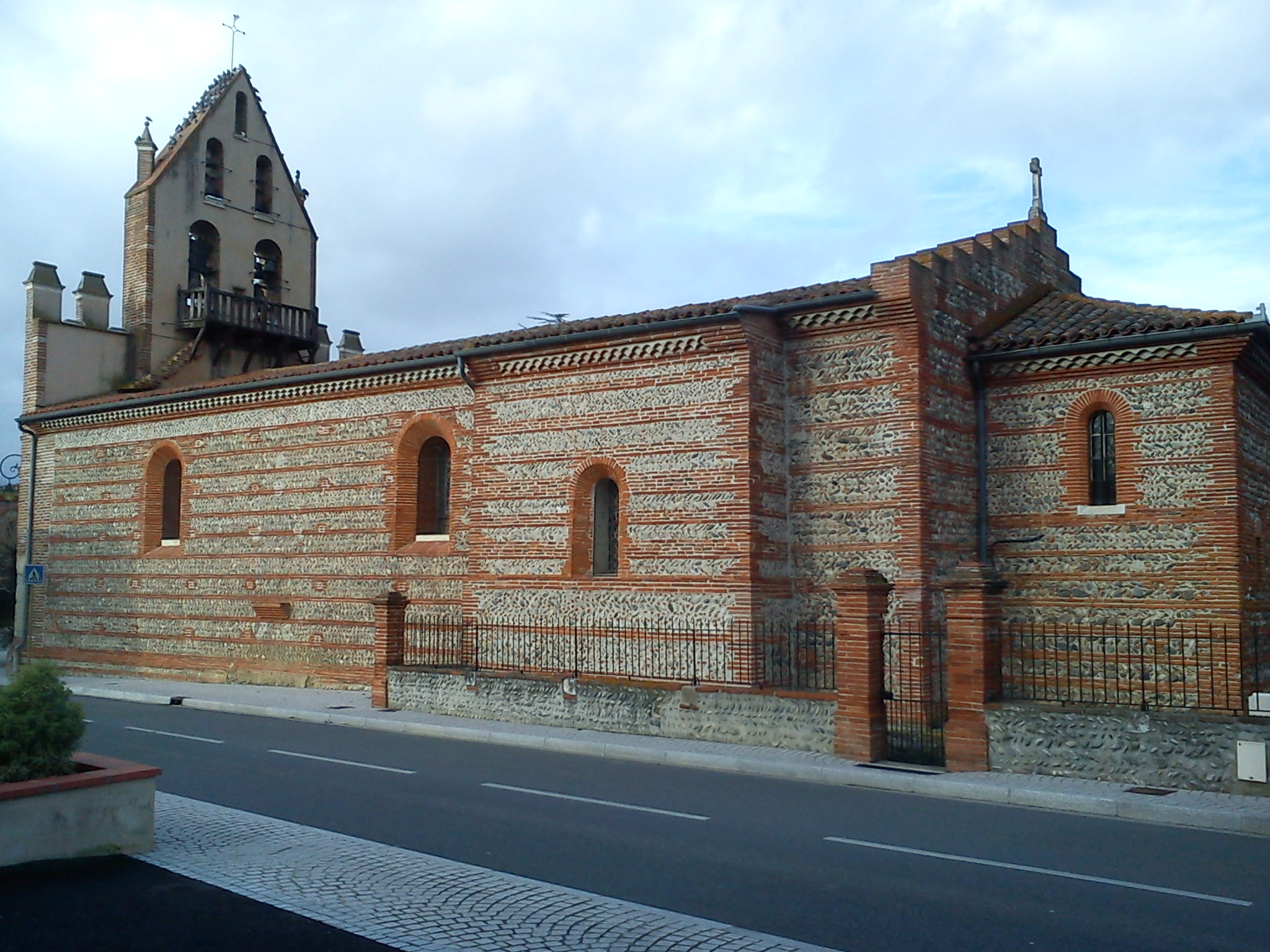
Kirche Saint-Étienne

## Bevölkerungsentwicklung
| Jahr                       | 1962 | 1968 | 1975 | 1982 | 1990 | 1999 | 2006 | 2013 | 2020 |
| Einwohner                  | 342  | 318  | 377  | 489  | 562  | 682  | 1001 | 1224 | 1327 |
| Quellen: Cassini und INSEE |      |      |      |      |      |      |      |      |      |

## Sehenswürdigkeiten
- Kirche Saint-Étienne (Monument historique)
- Schloss Saint-Geniès
- vier Wassertürme